# Université Djibo Hamani de Tahoua (UDH)
L'Université Djibo Hamani de Tahoua est une université publique nigérienne nouvellement créée, à l'instar de l'université de Maradi et de l'université de Zinder .

## Historique
L’Université Djibo Hamani de Tahoua est une université publique nigérienne créée par l’ordonnance n° 2010-041 du 1er juillet 2010 et modifiée par l’ordonnance L’Université Djibo Hamani de Tahoua (UDH) est créée par ordonnance n° 2010-80 du 9 décembre 2010 et ouverte le 21 février 2011 . L’UDH compte un effectif de 1793 étudiants en 2013-2014 ; 2689
étudiants en 2014-2015 ; 3528 étudiants en 2015-2016 et 4.209 étudiants en 2016-2017, dont
801 filles soit 19 % de l’effectif total.
Les missions de l’université Djibo Hamani de Tahoua sont : (i) l’enseignement supérieur et la recherche scientifique ; (ii) la formation et le perfectionnement de cadres supérieurs. Plusieurs éléments
font de l’UDH un centre universitaire particulièrement prometteur : 
- Sa situation géographique : Tahoua est une ville proche de plusieurs universités
(l’UAM, les universités de Maradi et de Zinder, les universités du Burkina, du Mali, du Nigéria, du Maghreb, etc.). Cette position géographique centrale offre à l’UDH la possibilité de devenir le cœur d’un réseau interuniversitaire d’échanges scientifiques.
- Tahoua est un carrefour commercial important qui cadre avec les vocations de la Faculté de Droit et d’Économie, ainsi que de l’IUT plus orientées vers la gestion et le Droit.
L’Université Djibo Hamani de Tahoua réparti sur les quatre unités de formation suivantes : 

## Institut universitaire de technologie
- L’Institut Universitaire de Technologie (IUT), avec 638 étudiants inscrits, qui comporte six départements : Gestion des entreprises et administration ; Techniques de commercialisation ; Gestion hôtelière et touristique ; Informatique ; Licence Professionnelle ; Stages, Formation continue et Perfectionnement.

## Faculté de Droit, d'Économie et de Gestion
- La Faculté de Droit, d’Économie et de Gestion (FADEG), avec 2091 étudiants, répartis dans deux départements : Département Droit (Licence en Droit public et privé, Licence professionnelle en Droits de l’Homme et des actions humanitaires, Master fondamental en Droit public et privé) ; Département d’Économie et Gestion (Licence analyse politique et économique, Master professionnel en Finance –contrôle-audit, Master en Contrôle de gestion et systèmes d’information, Master en Économie de développement et environnement).

## La Faculté des Sciences Agronomiques (FSA)
- La Faculté des Sciences Agronomiques (FSA) avec 355 étudiants dans les filières suivantes : Aménagement et gestion des sols, Aménagement et gestion des forêts et pêcherie, Aménagement et gestion des ressources pastorales, Aménagement et gestion des eaux pour l’irrigation.

## La Faculté des Sciences de l’Éducation (FSE)
- La Faculté des Sciences de l’Éducation (FSE) avec 1126 étudiants, répartis dans les filières suivantes : Didactiques des enseignements, Conseillorat et Inspectorat pédagogiques, Sciences de l’éducation, Administration et Planification de l’éducation, Évaluation des enseignements et des systèmes éducatifs, Sociologie et Économie de l’éducation.

## Diplômes
L’UDH délivre actuellement 8 DUT, 16 Licences professionnelles, 4 Licences fondamentales 3 Masters Professionnels et 2 Masters Fondamentaux.

## Personnel
Elle dispose de 33 enseignants chercheurs, 22 enseignants technologues, 19 doctorants et 49 PAT. A ces enseignants permanents, il faut ajouter environ 85 vacataires et missionnaires provenant des universités du Niger, du Sénégal, du Bénin, de Côte d’Ivoire, de France . l'Université est dirigée par un recteur et des vices recteurs tous des enseignants de la même institution .

## Partenariats
Parmi les partenariats qu’elle entretient, l’UTA dispose d’accord de coopération avec l’Université de Toulouse et plus spécifiquement l’IUT de Toulouse Paul Sabatier, ainsi qu’avec l’Association des Directeurs d’IUT (ASSODIUT) de France. L’UDH est membre du CAMES, de la CRUFAOCI et du REESAO. Elle a signé une convention avec plusieurs universités et organismes, dont l’Université de Kentucky (USA), l’Université de Cheik Anta Diop, l’Université Ouaga 2, l’Université de Sokoto, l’Université Gaston Berger de Saint-Louis, le HCR, CONCERN WORLDWIDE, etc.
L’UDH projette ouvrir un Institut de langues, culture et civilisation. Cet institut pourra accueillir des étudiants anglophones pour apprendre le français, et offrir aux organismes humanitaires des cours de soutien en langues locales pour leur permettre un accès plus facile aux populations rurales.